# Kari Karhunen
Kari Karhunen (1915 — 1992) foi um matemático finlandês

Karhunen trabalhou em 1955 no "Comitê Finlandês para Máquinas Matemáticas", que desenvolveu o primeiro computador finlandês, o ESKO.